# نیما اکبرپور
نیما اکبرپور (زادهٔ ۶ اسفند ۱۳۵۳ در لاهیجان) از برنامه‌سازان و مجری برنامه کلیک، با موضوع فناوری است. وی تحصیلات خود را در رشته مهندسی کامپیوتر با گرایش نرم‌افزار در دانشگاه آزاد اسلامی واحد لاهیجان به پایان برده‌است.
اکبرپور که از وبلاگ‌نویسان سرشناس وبلاگستان فارسی است نوشتن را به‌طور جدی با وبلاگش «عصیان» که از برجسته‌ترین وبلاگ‌های فارسی در زمینهٔ فناوری اطلاعات است آغاز کرد. کتاب وبلاگستان، شهر شیشه‌ای از جمله تلاش‌های او و گروه دیگری از وبلاگ‌نویسان ایرانی است که مجموعه‌ای است از نوشته‌های وبلاگ‌نویسان فارسی در نخستین سال وبلاگ‌نویسی فارسی گردآوری شده‌است.
او داوری جشنواره‌های وبلاگ‌نویسی در ایران را نیز در کارنامه خود دارد. از جمله این جشنواره‌ها می‌توان به جشنواره وبلاگ‌نویسان استان یزد و نخستین جشنواره وبلاگ‌نویسان دانشجو، همدان اشاره کرد.
نیما اکبرپور نوشتن در مطبوعات را از هفته‌نامه چلچراغ آغاز کرد. آخرین مسئولیت او در این هفته‌نامه، معاونت سردبیری و در چند ماه آخر به عنوان جانشین سردبیر بود.
نیما اکبرپور در برنامه کلیک فارسی به پوشش اخبار و فناوری‌های روز پرداخته و از نمایشگاه‌های مهمی چون سی‌ئی‌اس، ایفا، کنگره جهانی موبایل، سبیت، جیتکس و ای‌تری گزارش تهیه کرده‌است. او از در ۳۱ فروردین ۱۴۰۲ با کلیک و بی‌بی‌سی فارسی خداحافظی کرد.
نیما اکبرپور در سال ۲۰۲۲ به عنوان یکی از داوران جایزه نوآوری نمایشگاه بین‌المللی سی‌ئی‌اس برگزیده شد.

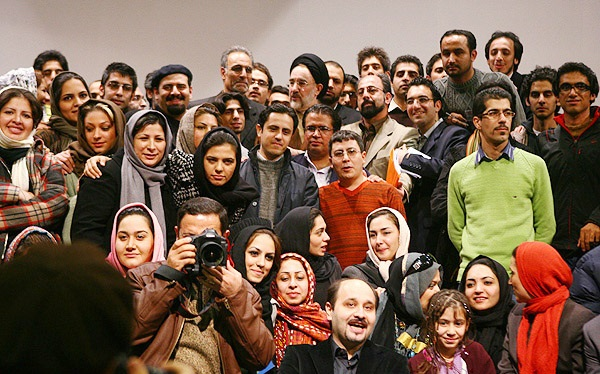
نیما اکبرپور با لباسی سبزرنگ در جشن شب یلدای مجلهٔ چلچراغ

وی که در دوران دبیرستان علوم تجربی خوانده بود، پس از قبولی دانشگاه سراسری دو بار از رشته‌های علوم آزمایشگاهی و میکروبیولوژی انصراف داد و پس از آن از رشته مهندسی کامپیوتر و گرایش نرم‌افزار در دانشگاه آزاد فارغ‌التحصیل شد. او دربارهٔ گزارش از دوران موج اول وبلاگ‌نویسی و آغاز کار در چلچراغ می‌گوید که آن زمان دغدغه این بود که به نسل سوم بگوییم که اینترنت فقط یاهو مسنجر نیست. وی همچنین از نخستین کاربران توییتر بوده‌است.
نیما اکبرپور در فیلم سینمایی عنکبوت مقدس به کارگردانی علی عباسی به عنوان قاضی پرونده سعید حنایی (قاضی منصوری) بازی کرده است. 